# Little Tony

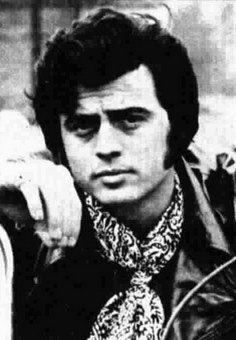
Little Tony (1970)

Little Tony (* 9. Februar 1941 in Tivoli als Antonio Ciacci; † 27. Mai 2013 in Rom) war ein san-marinesischer Rock-’n’-Roll-Sänger und Schauspieler.

## Leben
Ciacci, Sohn eines Sängers und Akkordeonspieler und Neffe eines Gitarristen, trat schon als Teenager mit seinen Brüdern in Cafés und Bars auf, wo er vom britischen Impresario Jack Good entdeckt und auf die Insel gebracht wurde, wo er als „Little Tony and His Brothers“ – sein Pseudonym lehnte er an sein Vorbild Little Richard an – vermarktet wurden.
Tony wurde zu einem erfolgreichen Rock-’n’-Roll-Sänger im Italien der späten 1950er und frühen 1960er Jahre; viele seiner Aufnahmen waren Coverversionen bekannter Hits. Etliche seiner Lieder wurden als Filmsongs eingesetzt. Beim Sanremo-Festival 1961 belegte Little Tony zusammen mit Adriano Celentano den zweiten Rang und auch in späteren Jahren war er regelmäßiger Teilnehmer des Gesangswettbewerbes. Es gelang ihm auch, seine Karriere bis weit ins neue Jahrtausend hinein, mit regelmäßigen Veröffentlichungen bis zum Ende der 1970er Jahre, fortzusetzen.
Der musikalische Erfolg führte zu Filmverträgen, wie damals nicht unüblich; so übernahm Little Tony ab 1960 einige tragende Rollen, in anderen Filmen war er als Gast zu sehen. Mit nachlassender Popularität schwand auch das Interesse der Produzenten; nach 1970 war Little Tony nur noch in einem 1983 entstandenen Werk zu sehen.
2006 erlitt Little Tony während einer Kanada-Tournee einen Herzinfarkt, erholte sich jedoch wieder. 2008 präsentierte er der san-marinesischen Jury beim Vorentscheid zum Eurovision Song Contest.
Am 27. Mai 2013 starb Little Tony in Rom an Krebs.

## Diskografie

### Alben
- 1966: Riderà
- 1967: Questo mondo non mi va
- 1968: Il Big Little Tony
- 1969: Special
- 1972: Dedicato ai miei fans
- 1972: I numeri uno
- 1973: Don’t You Cry for Tomorrow
- 1975: Little Tony canta Elvis
- 1978: Tribute to Elvis
- 1981: Ogni Mattina
- 1982: The Love Boat
- 1987: Ragazza Italiana
- 1990: Aspettami in America
- 2003: Non si cresce mai (mit Bobby Solo)
- 2008: Non finisce qui’
- 2011: È impossibile – It’s Impossible

### Kompilationen
- 1962: I successi di Little Tony
- 1974: Little Tony
- 1975: Cuore matto
- 1976: Bada bambina
- 1976: I successi di Little Tony
- 1978: Il meglio di
- 1980: Rock Blues & Co.
- 1982: Little Tony
- 1994: Joanna
- 1994: I successi di Little Tony
- 1994: The Love Boat: Profumo di mare
- 1996: Le mie più belle canzoni
- 1997: Cuore matto
- 1997: I grandi successi
- 1999: Capelli biondi
- 1999: Se lo Fossi Nato in Texas
- 2000: I grandi successi originali
- 2005: Il meglio di Little Tony
- 2009: I successi storici originali
- 2011: Cuore matto e altri successi

### Singles und EPs
- 1957: Che tipo Rock/ No, No Mai!
- 1959: Sweet Dreams (EP)
- 1959: Little Tony In London (EP)
- 1959: Who’s That Knockin’ (Little Tony and His Brothers)
- 1959: She’s Got It (Little Tony and His Brothers)
- 1960: Too Good / Princess (EP)
- 1960: La Gatta / Pericolo Blu
- 1960: Princess / I Love You
- 1960: Che Tipo Rock / Addio Mio Amore
- 1960: Pericolo Blu / La Bella
- 1960: Sassi / Dammi La Mano E Corri
- 1960: Magic Of Love / You Got What It Takes
- 1960: Il Barattolo / No, No Mai!
- 1961: Bella Pupa / Un Rock Per Judi
- 1961: Bella Marie / Four An' Twenty Thousand Kisses
- 1961: La Bella Americana / Twist In Italy
- 1961: Non Ce La Farò / Grazia
- 1961: Pugni, Pupe E Marinai / Oh Baby!
- 1961: Italian Lover / Pony Time
- 1961: 24 Mila Baci / Patatina
- 1961: Perchè m’hai fatto innamorare? / Bella Marie
- 1961: Festival di Sanremo 1961 (EP)
- 1962: Il ragazzo col ciuffo / Lo Sai Tu? (What’d I Say)
- 1962: Liana / So Che Mi Ami Ancora
- 1963: Se Insieme A Un Altro Ti Vedrò / Quello Che Mai Più Scorderai
- 1963: T’Amo E T’Amerò / Tu Sei Cambiata
- 1964: Non Aspetto Nessuno / La Fine Di Agosto
- 1964: Quando Vedrai La Mia Ragazza / Ti Cambierò Con Una Meglio Di Te
- 1965: Ogni Mattina / Non Mi Rimane Che Chiederti Perdono
- 1965: Viene La Notte / Fingero' Di Crederti
- 1965: Non È Normale (It's Not Unusual) / Mai Più Ti Cercherò (I Ain’t Gonna Cry No More)
- 1966: Riderà / Il Mio Amore Con Giulia
- 1967: Cuore Matto / Gente Che Mi Parla Di Te
- 1967: Mulino A Vento / Stasera Ho Perduto
- 1968: Un Uomo Piange Solo Per Amore / Tante "Prossime Volte"
- 1968: Lacrime / Stasera Mi Pento
- 1968: I Love Mary / I'm Comin’ Home
- 1969: Non È Una Festa / Addio Amore
- 1969: Solo Per Te / Che Male T’Ho Fatto
- 1969: Bada Bambina / La donna Di Picche
- 1969: Nostalgia / Diceva Che Amava Me
- 1970: La Spada Nel Cuore / Lei
- 1970: Notte Notte Notte / Capelli Biondi
- 1970: Azzurra / Questa Notte Brucio Più Che All'Inferno
- 1970: Cuore Ballerino / Lasciami Vedere Il Sole
- 1971: Summertime Blues / Bye Bye Love
- 1973: Giovane cuore / Ieri Senza Te
- 1973: Don’t You Cry For Tomorrow / Baby I Want To Make It With You
- 1974: Cavalli Bianchi / Se Incontrassi Te
- 1974: Quando C’eri Tu / Libera Nel Mondo
- 1975: Together / Shakin' All Over
- 1982: Donna Da Vendere / Trasparente
- 1984: Senza Te Insieme A Te / Snow Bird
- 1985: Centomila Volte Ancora / Voglia
- 2003: Non Si Cresce Mai / Rock That Boogie (mit Bobby Solo)
- 2004: Figli Di Pitagora (Gabry Ponte feat. Little Tony)

## Filmografie (Auswahl)
- 1960: I teddy boys della canzone
- 1962: Sex im Neonlicht (Mondo caldo di notte)
- 1967: Tolles Herz, halt dich fest (Cuore matto … matto da legare)
- 1967: Wer zuletzt lacht, lacht am besten (Riderà (Cuore matto))
- 1983: Cuando calienta el sol… vamos alla plaia